# روي (مسقط)

فندق شيراتون عمان بمنطقة روي وقت الغروب

روي Ruwi، يعتبر حي روي من أهم مناطق منطقة مطرح الكبرى التي تعتبر مكان هام من مدينة مسقط، فهو الحي التجاري في المدينة حيث المحلات والتجارة والشركات والهيئات الحكومية والمراكز التجارية الكبرى والبنوك والبنك المركزي العماني الذي يضمّ متحف العملات، كما أنه المركز الأساسي للمواصلات العامة في المدينة، حيث مواقف الحافلات العامة إلى جوانب المدينة المختلفة وخارج مسقط وحتى إلى دبي، كما أن به مقار للعديد من الجهات الحكومية.
أغلبية سكان حي روي من الوافدين.

## شارع سوق روي
يمتد شارع سوق روي من دوار الحمرية وحتى دوار روي، يعتبر شارع روي هو قلب منطقة روي حيث المحلات والتجارة وتكثر به بشكل خاص محلات بيع الذهب والأقمشة والملابس وشركات الصرافة والسياحة والسفريات والإلكترونيات وفروع البنوك وهو شارع دائم الازدحام والحركة.

## الجهات الحكومية في حي روي
- وزارة التجارة والصناعة العمانية
- غرفة التجارة والصناعة العمانية
- وزارة القوى العاملة العمانية
- الهيئة العامة لسوق المال/سوق مسقط للأوراق المالية
- هيئة تجميع الذكاة

## البنوك في حي روي
- بنك مسقط تم أفتتح الفرع الرئيسي والإدارة في منظقة المطار جنب الأحوال المدنية (مبنى ضخم)
- البنك الوطني العماني
- بنك عمان العربي
- بنك عمان الدولي (فرع) الفرع الرئيسي والإدارة في منطقة الخوير
- بنك ظفار
- بنك أبو ظبي
- حبيب بنك
- بنك قطر الوطني
- بنك صحار
- HSBC

## السفارات
- السفارة الهندية سابقا [حيث أنتقلت إلى حي السفارات بالخوير] وقنصليات ومكاتب تمثيل أوروبية

## مكاتب الخطوط الجوية في روي
- مصر للطيران
- الخطوط الجوية القطرية
- الكويتية
- الطيران العماني
- الطيران الهندي
- الخطوط الجوية السويسرية
- آسيا باسيفيك

## دور السينما
توجد في منطقة روي العديد من دور السينما منها سينما روي وسينما النجوم وسينما النصر.

## الفنادق
توجد بحي روي درجات مختلفة من الفنادق أشهرها وأقدمها على الإطلاق فندق شيراتون عمان. كما توجد الكثير من بنايات الشقق السكنية التي يعتبر مهرجان مسقط وقت شغلها الأكبر.

## المطاعم
تكثر بمنطقة روي المطاعم الهندية على اختلاف أنواعها والطعام الذي تقدمه والمطاعم العربية وكذلك مطاعم الوجبات السريعة مثل كينتاكي فرايد تشيكن وبيتزا هت كما تكثر به مطاعم بييع الشاورما والوجبات السريعة.

## دور العبادة في روي
- المساجد: على رأسها جامع السلطان قابوس بروي - وكذلك هناك مساجد كثيرة وحسينية.

## مدارس تعليم القيادة
توجد بمنطقة روي الكثير من مدارس تعليم القيادة وذلك لتوفر الأماكن التي تسع عملية التدريب وهما في منطقتين روي ودارسيت.